# Villemade
Villemade est une commune française située dans le centre du département de Tarn-et-Garonne, en région Occitanie. Sur le plan historique et culturel, la commune est dans le Pays Montalbanais, correspondant à la partie méridionale du Quercy.
Exposée à un climat océanique altéré, elle est drainée par l'Aveyron, le Tarn, le Grand Mortarieu, le ruisseau de Dagran et par divers autres petits cours d'eau. La commune possède un patrimoine naturel remarquable : un site Natura 2000 (Les « vallées du Tarn, de l'Aveyron, du Viaur, de l'Agout et du Gijou »), un espace protégé (le « cours de la Garonne, de l'Aveyron, du Viaur et du Tarn ») et trois zones naturelles d'intérêt écologique, faunistique et floristique.
Villemade est une commune rurale qui compte 824 habitants en 2022. Elle est dans l'agglomération de Montauban et fait partie de l'aire d'attraction de Montauban. Ses habitants sont appelés les Villemadais ou  Villemadaises.

## Géographie

### Localisation
Commune de l'aire d'attraction de Montauban située dans son unité urbaine au nord-est de Montauban, entre Montauban et Lafrançaise dans la vallée du Tarn.

### Communes limitrophes
Les communes limitrophes sont  Albefeuille-Lagarde, Barry-d'Islemade, Lafrançaise, Montastruc, Montauban et Piquecos.
| Lafrançaise      | Montastruc          | Piquecos  |
| Barry-d'Islemade | Villemade           |           |
|                  | Albefeuille-Lagarde | Montauban |

### Hydrographie

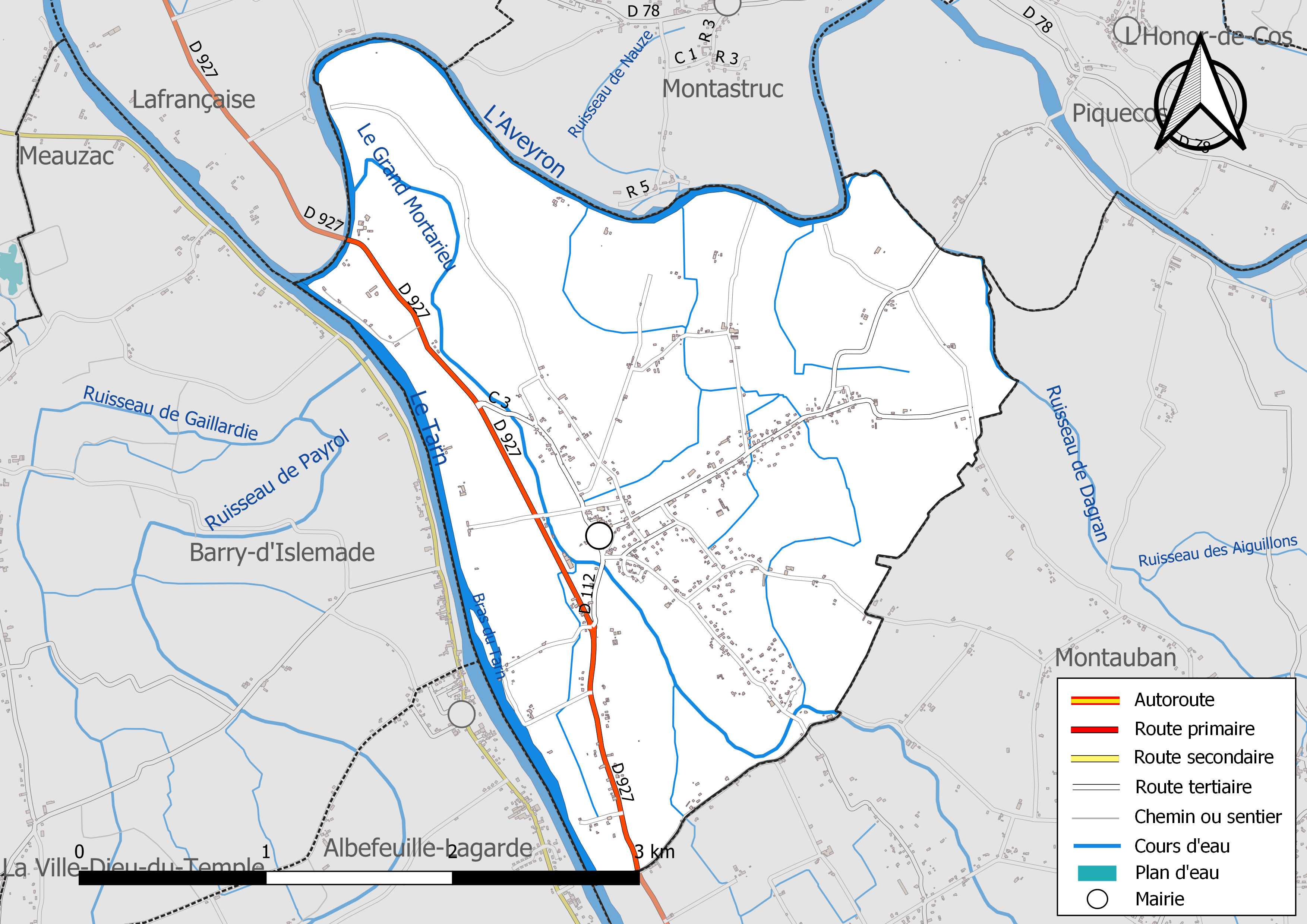
Réseaux hydrographique et routier de Villemade.

La commune est dans le bassin versant de la Garonne, au sein du bassin hydrographique Adour-Garonne. Elle est drainée par l'Aveyron, le Tarn, le Grand Mortarieu, le ruisseau de Dagran, un bras de l'Aveyron, un bras du Tarn et par divers petits cours d'eau, constituant un réseau hydrographique de 20 km de longueur totale,.
L'Aveyron, d'une longueur totale de 291 km, prend sa source dans la commune de Sévérac d'Aveyron et s'écoule d'est en ouest. Il traverse la commune et se jette dans le Tarn à Barry-d'Islemade, après avoir traversé 60 communes.
Le Tarn, d'une longueur totale de 380 km, prend sa source dans la commune de Pont de Montvert - Sud Mont Lozère et s'écoule d'est en ouest. Il traverse la commune et se jette dans la Garonne à Saint-Nicolas-de-la-Grave, après avoir traversé 98 communes.
Le Grand Mortarieu, d'une longueur totale de 19,3 km, prend sa source dans la commune de Montauban et s'écoule du sud-est vers le nord-ouest. Il se jette dans l'Aveyron sur le territoire communal.

### Climat
Pour des articles plus généraux, voir Climat de l'Occitanie et Climat de Tarn-et-Garonne.
En 2010, le climat de la commune est de type climat du Bassin du Sud-Ouest, selon une étude du Centre national de la recherche scientifique s'appuyant sur une série de données couvrant la période 1971-2000. En 2020, Météo-France publie une typologie des climats de la France métropolitaine dans laquelle la commune est exposée à un climat océanique altéré et est dans la région climatique Aquitaine, Gascogne, caractérisée par une pluviométrie abondante au printemps, modérée en automne, un faible ensoleillement au printemps, un été chaud (19,5 °C), des vents faibles, des brouillards fréquents en automne et en hiver et des orages fréquents en été (15 à 20 jours).
Pour la période 1971-2000, la température annuelle moyenne est de 13,4 °C, avec une amplitude thermique annuelle de 15,6 °C. Le cumul annuel moyen de précipitations est de 754 mm, avec 9,6 jours de précipitations en janvier et 6,1 jours en juillet. Pour la période 1991-2020, la température moyenne annuelle observée sur la station météorologique de Météo-France la plus proche, « Montauban », sur la commune de Montauban à 8 km à vol d'oiseau, est de 13,9 °C et le cumul annuel moyen de précipitations est de 710,2 mm. 
La température maximale relevée sur cette station est de 42,6 °C, atteinte le 24 août 2023 ; la température minimale est de −20 °C, atteinte le 16 janvier 1985,,.
Les paramètres climatiques de la commune ont été estimés pour le milieu du siècle (2041-2070) selon différents scénarios d'émission de gaz à effet de serre à partir des nouvelles projections climatiques de référence DRIAS-2020. Ils sont consultables sur un site dédié publié par Météo-France en novembre 2022.

### Milieux naturels et biodiversité

#### Espaces protégés
La protection réglementaire est le mode d’intervention le plus fort pour préserver des espaces naturels remarquables et leur biodiversité associée,.
Un  espace protégé est présent sur la commune : 
le « cours de la Garonne, de l'Aveyron, du Viaur et du Tarn », objet d'un arrêté de protection de biotope, d'une superficie de 1 262,3 ha.

#### Réseau Natura 2000

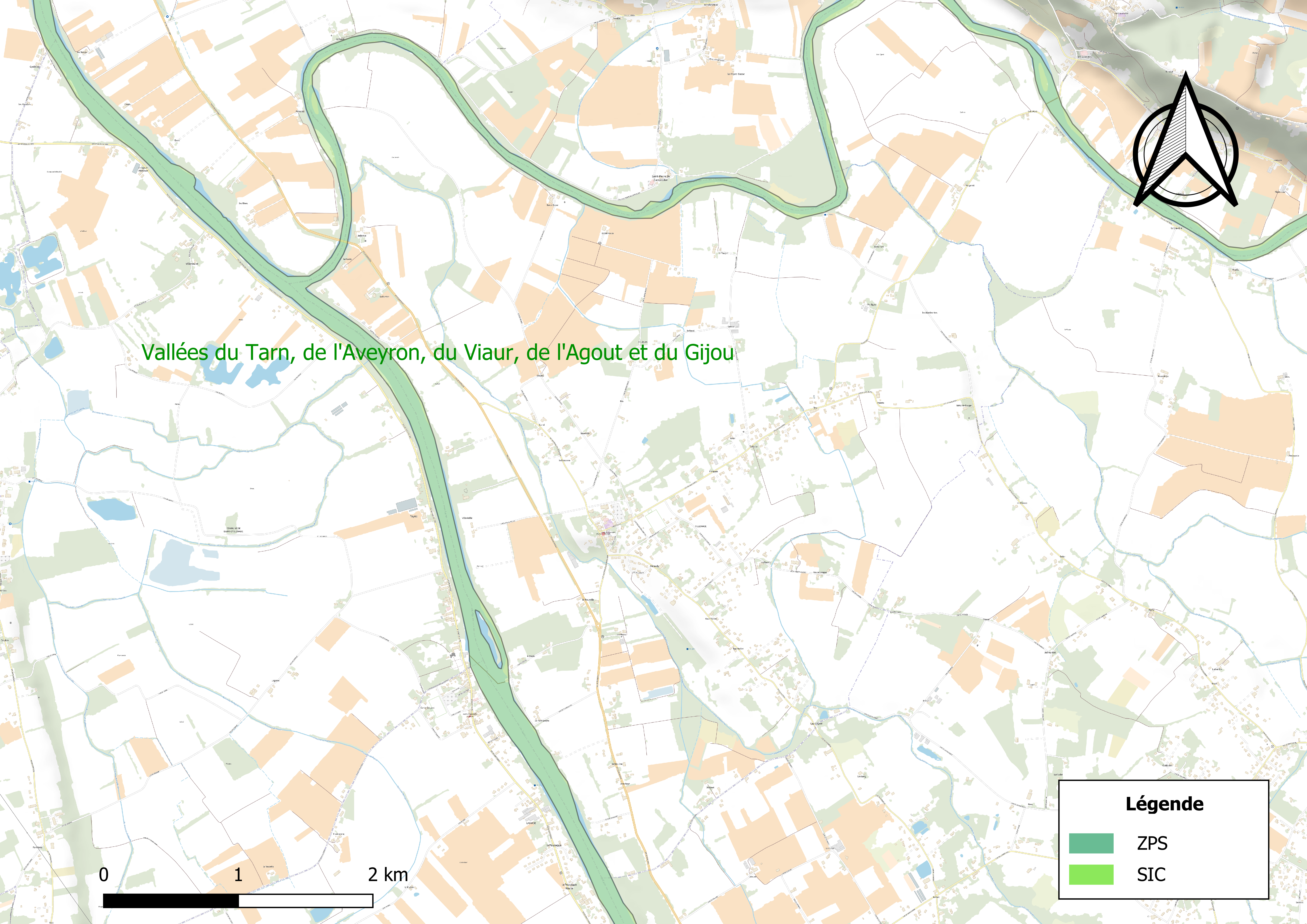
Site Natura 2000 sur le territoire communal.

Le réseau Natura 2000 est un réseau écologique européen de sites naturels d'intérêt écologique élaboré à partir des directives habitats et oiseaux, constitué de zones spéciales de conservation (ZSC) et de zones de protection spéciale (ZPS). 
Un site Natura 2000 a été défini sur la commune au titre de la directive habitats : Les « vallées du Tarn, de l'Aveyron, du Viaur, de l'Agout et du Gijou », d'une superficie de 17 144 ha, s'étendant sur 136 communes dont 41 dans l'Aveyron, 8 en Haute-Garonne, 50 dans le Tarn et 37 dans le Tarn-et-Garonne. Elles présentent une très grande diversité d'habitats et d'espèces dans ce vaste réseau de cours d'eau et de gorges. La présence de la Loutre d'Europe et de la moule perlière d'eau douce est également d'un intérêt majeur.

#### Zones naturelles d'intérêt écologique, faunistique et floristique
L’inventaire des zones naturelles d'intérêt écologique, faunistique et floristique (ZNIEFF) a pour objectif de réaliser une couverture des zones les plus intéressantes sur le plan écologique, essentiellement dans la perspective d’améliorer la connaissance du patrimoine naturel national et de fournir aux différents décideurs un outil d’aide à la prise en compte de l’environnement dans l’aménagement du territoire. 
Une ZNIEFF de type 1 est recensée sur la commune :
la « rivière Aveyron » (3 500 ha), couvrant 63 communes dont 38 dans l'Aveyron, cinq dans le Tarn et 20 dans le Tarn-et-Garonne et deux ZNIEFF de type 2, : 
- la « basse vallée du Tarn » (3 623 ha), couvrant 49 communes dont huit dans la Haute-Garonne, 20 dans le Tarn et 21 dans le Tarn-et-Garonne[22] ;
- la « vallée de l' Aveyron » (14 644 ha), couvrant 68 communes dont 41 dans l'Aveyron, cinq dans le Tarn et 22 dans le Tarn-et-Garonne[23].

Carte des ZNIEFF de type 1 et 2 à Villemade.
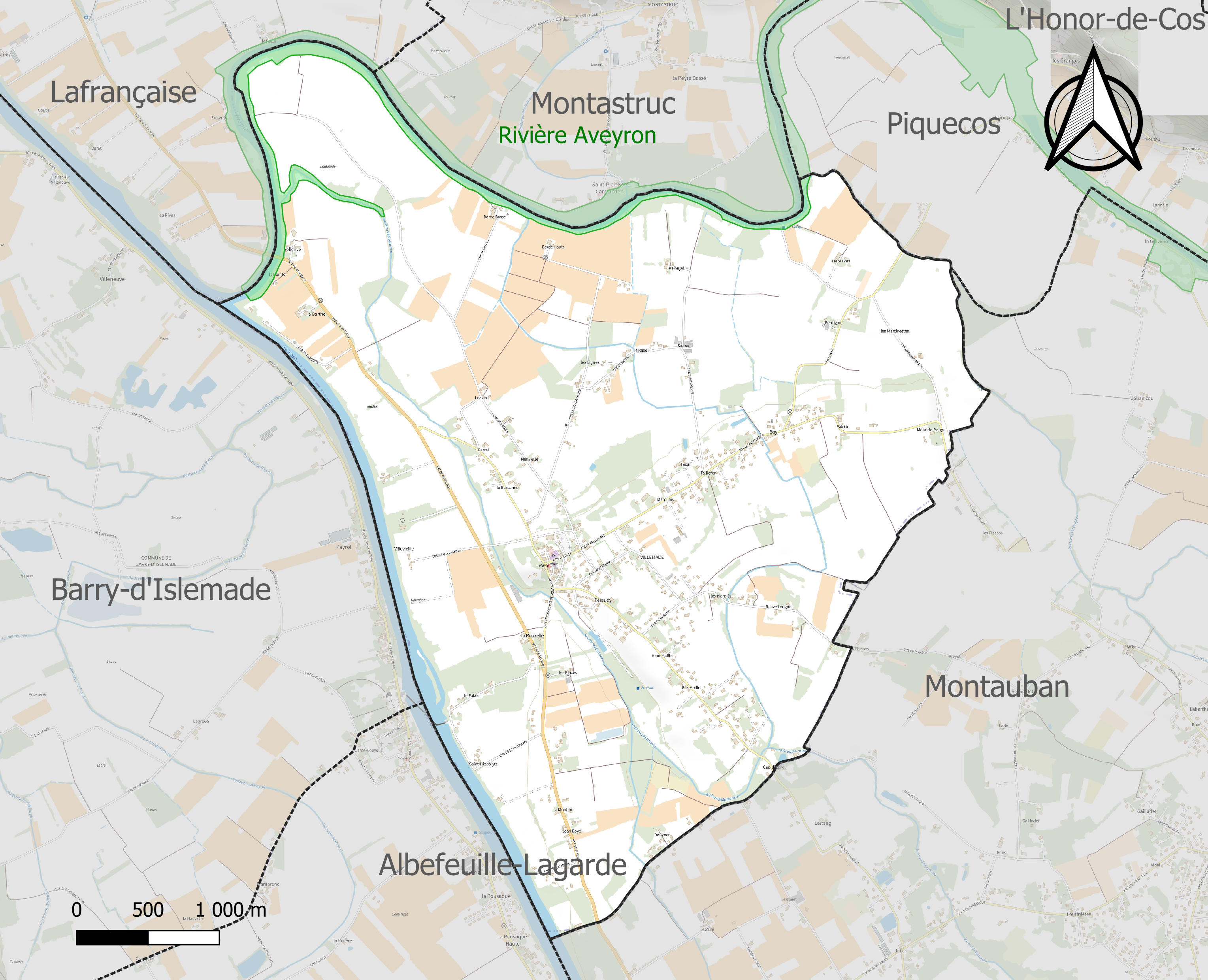
Carte de la ZNIEFF de type 1 sur la commune.
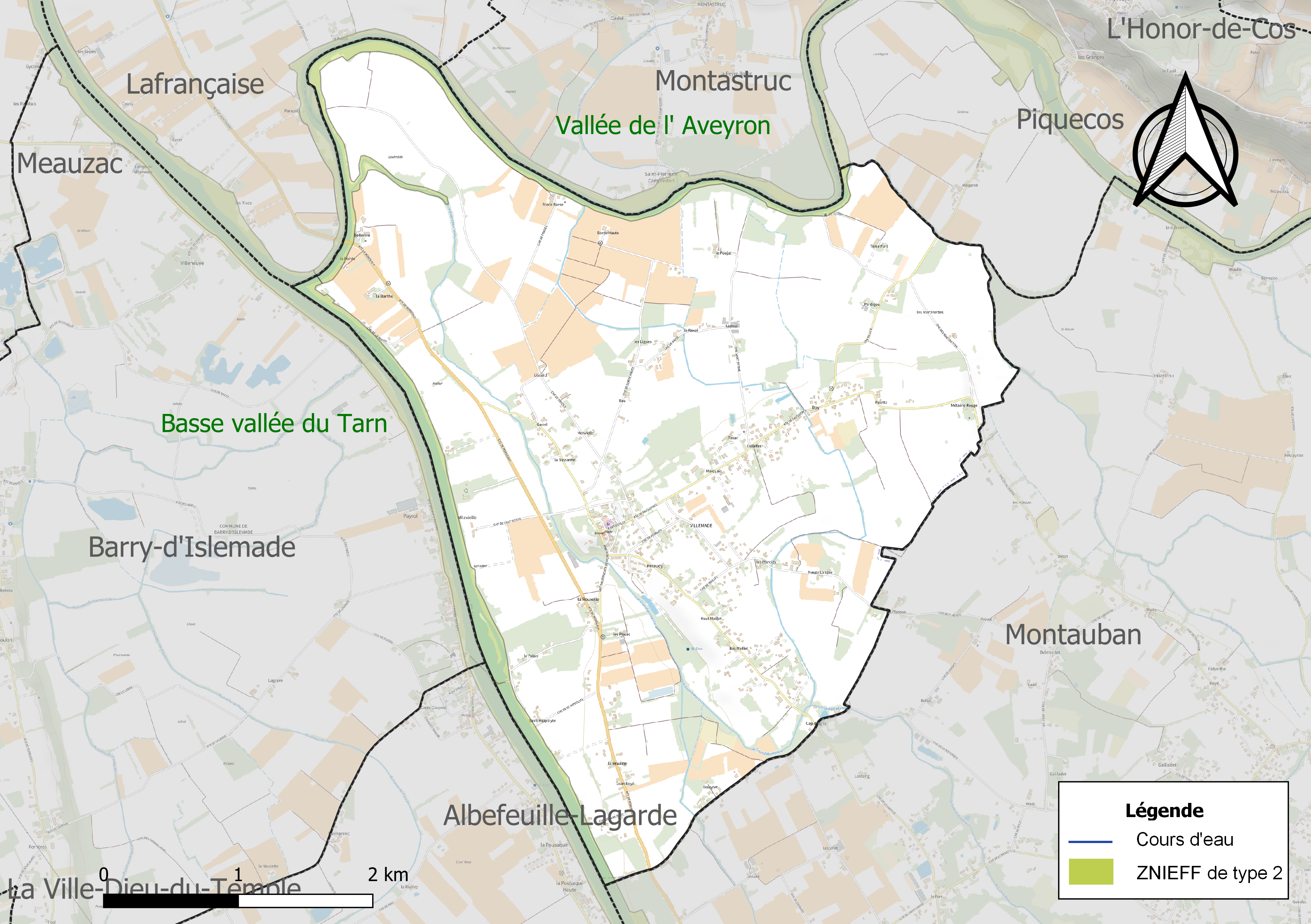
Carte des ZNIEFF de type 2 sur la commune.

## Urbanisme

### Typologie
Au 1er janvier 2024, Villemade est catégorisée commune rurale à habitat dispersé, selon la nouvelle grille communale de densité à sept niveaux définie par l'Insee en 2022.
Elle appartient à l'unité urbaine de Montauban, une agglomération intra-départementale regroupant neuf  communes, dont elle est une commune de la banlieue,,. Par ailleurs la commune fait partie de l'aire d'attraction de Montauban, dont elle est une commune de la couronne,. Cette aire, qui regroupe 50 communes, est catégorisée dans les aires de 50 000 à moins de 200 000 habitants,.

### Occupation des sols

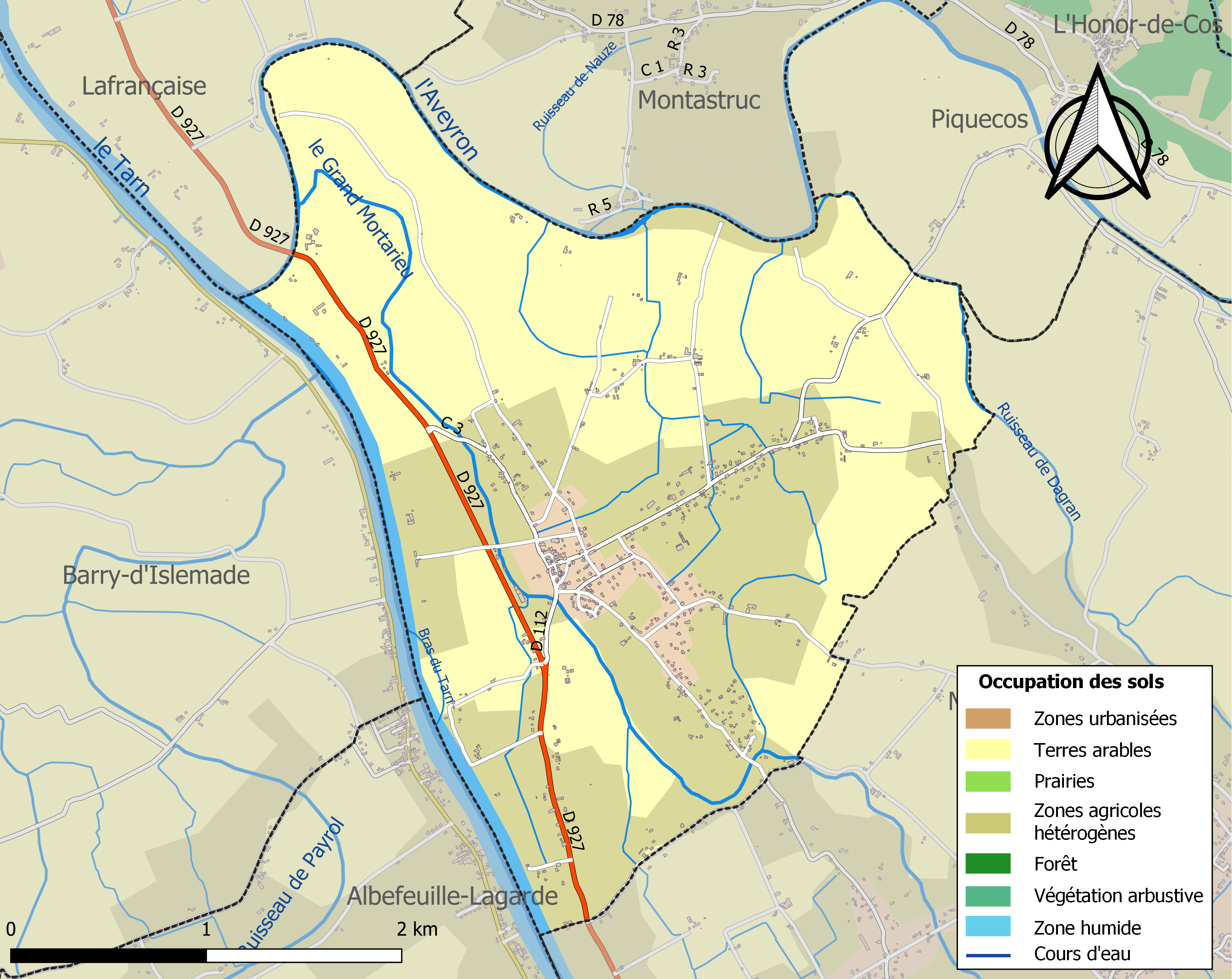
Carte des infrastructures et de l'occupation des sols de la commune en 2018 (CLC).

L'occupation des sols de la commune, telle qu'elle ressort de la base de données européenne d’occupation biophysique des sols Corine Land Cover (CLC), est marquée par l'importance des territoires agricoles (93,1 % en 2018), en diminution par rapport à 1990 (97,2 %). La répartition détaillée en 2018 est la suivante : 
zones agricoles hétérogènes (36,7 %), terres arables (36,3 %), cultures permanentes (20,1 %), zones urbanisées (4,1 %), eaux continentales (2,8 %). L'évolution de l’occupation des sols de la commune et de ses infrastructures peut être observée sur les différentes représentations cartographiques du territoire : la carte de Cassini (XVIIIe siècle), la carte d'état-major (1820-1866) et les cartes ou photos aériennes de l'IGN pour la période actuelle (1950 à aujourd'hui).

### Voies de communication et transports
La ligne 32 du réseau TM péri-urbain relie la commune au pôle d'échanges de La Fobio à Montauban, et la ligne 801 du réseau liO relie également la commune à La Fobio depuis Lamagistère.

### Risques majeurs
Le territoire de la commune de Villemade est vulnérable à différents aléas naturels : météorologiques (tempête, orage, neige, grand froid, canicule ou sécheresse), inondations, mouvements de terrains et séisme (sismicité très faible). Il est également exposé à deux risques technologiques,  le transport de matières dangereuses et la rupture d'un barrage. Un site publié par le BRGM permet d'évaluer simplement et rapidement les risques d'un bien localisé soit par son adresse soit par le numéro de sa parcelle.

#### Risques naturels
La commune fait partie du territoire à risques importants d'inondation (TRI) de Montauban-Moissac, regroupant 15 communes concernées par un risque de débordement du Tarn, un des 18 TRI qui ont été arrêtés fin 2012 sur le bassin Adour-Garonne. La crue historique de mars 1930 a provoqué des dégâts considérables. Le sinistre a fait 210 morts et près de 10 000 sinistrés. 120 morts ont été recensés pour la seule ville de Moissac après la rupture des digues et 2 769 maisons ont été détruites en Tarn-et-Garonne. Des cartes des surfaces inondables ont été établies pour trois scénarios : fréquent (crue de temps de retour de 10 ans à 30 ans), moyen (temps de retour de 100 ans à 300 ans) et extrême (temps de retour de l'ordre de 1 000 ans, qui met en défaut tout système de protection). La commune a été reconnue en état de catastrophe naturelle au titre des dommages causés par les inondations et coulées de boue survenues en 1982, 1993, 1996, 1999, 2003, 2006 et 2021,.
Villemade est exposée au risque de feu de forêt. Le département de Tarn-et-Garonne présentant toutefois globalement un niveau d’aléa moyen à faible très localisé, aucun Plan départemental de protection des forêts contre les risques d’incendie de forêt (PFCIF) n'a été élaboré. Le débroussaillement aux abords des maisons constitue l’une des meilleures protections pour les particuliers contre le feu,.

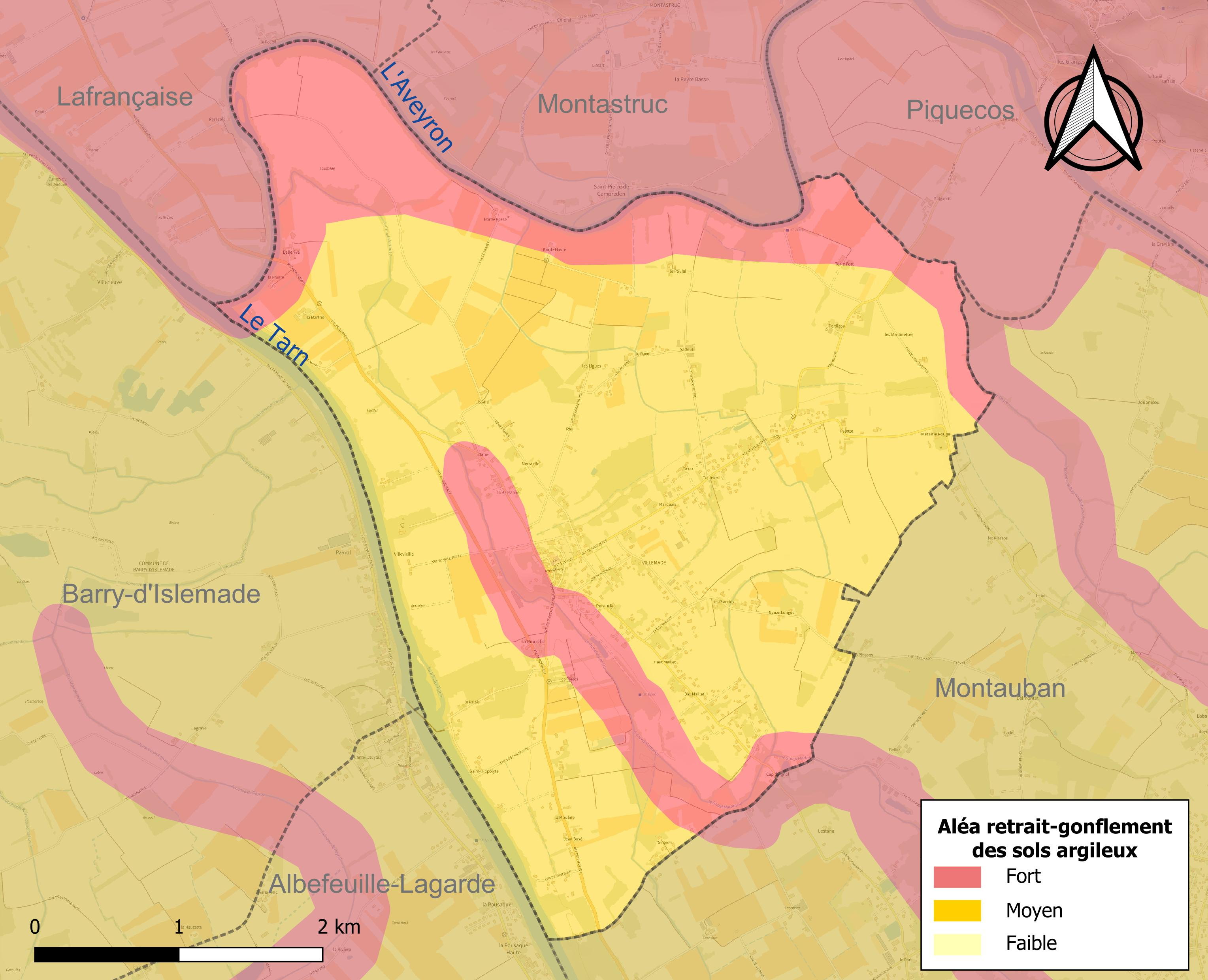
Carte des zones d'aléa retrait-gonflement des sols argileux de Villemade.

Les mouvements de terrains susceptibles de se produire sur la commune sont des tassements différentiels.
Le retrait-gonflement des sols argileux est susceptible d'engendrer des dommages importants aux bâtiments en cas d’alternance de périodes de sécheresse et de pluie. La totalité de la commune est en aléa moyen ou fort (92 % au niveau départemental et 48,5 % au niveau national). Sur les 355 bâtiments dénombrés sur la commune en 2019, 355 sont en aléa moyen ou fort, soit 100 %, à comparer aux 96 % au niveau départemental et 54 % au niveau national. Une cartographie de l'exposition du territoire national au retrait gonflement des sols argileux est disponible sur le site du BRGM,.
Par ailleurs, afin de mieux appréhender le risque d’affaissement de terrain, l'inventaire national des cavités souterraines permet de localiser celles situées sur la commune.
Concernant les mouvements de terrains, la commune a été reconnue en état de catastrophe naturelle au titre des dommages causés par la sécheresse en 1989, 1992, 1998, 2002, 2003, 2006, 2007, 2011 et 2017 et par des mouvements de terrain en 1999.

#### Risques technologiques
Le risque de transport de matières dangereuses sur la commune est lié à sa traversée par des infrastructures routières ou ferroviaires importantes ou la présence d'une canalisation de transport d'hydrocarbures. Un accident se produisant sur de telles infrastructures est susceptible d’avoir des effets graves sur les biens, les personnes ou l'environnement, selon la nature du matériau transporté. Des dispositions d’urbanisme peuvent être préconisées en conséquence.
La commune est en outre située en aval du barrage de Pareloup, un ouvrage de classe A dans l'Aveyron sur les rivières Aveyron et Viaur, disposant d'une retenue de 169 millions de mètres cubes. À ce titre elle est susceptible d’être touchée par l’onde de submersion consécutive à la rupture de cet ouvrage.

## Politique et administration

### Administration municipale
Le nombre d'habitants au dernier recensement étant compris entre 500 et 1 499, le nombre de membres du conseil municipal est de 15.

### Liste des maires
| Période                                  | Période                       | Identité                | Étiquette | Qualité                         |
| ---------------------------------------- | ----------------------------- | ----------------------- | --------- | ------------------------------- |
| Les données manquantes sont à compléter. |                               |                         |           |                                 |
| 1790                                     | 1793                          | Jean-Honoré Paga-Langle |           |                                 |
| 1793                                     | 1808                          | Guillaume Blanquefort   |           |                                 |
| 1808                                     | 1818                          | Jean Boye               |           |                                 |
| 1818                                     | 1828                          | Jean Baptiste Falby     |           |                                 |
| 1828                                     | 1830                          | Jean-Pierre Presseq     |           |                                 |
| 1830                                     | 1831                          | Etienne Boye            |           |                                 |
| 1831                                     | 1846                          | Jean-Pierre Paga-Langle |           |                                 |
| 1846                                     | 1848                          | Antoine Combebiac       |           |                                 |
| 1848                                     | 1867                          | Jean Boyer              |           |                                 |
| 1867                                     | 1870                          | Jean Gineste            |           |                                 |
| 1870                                     | 1871                          | Théophile Castel        |           |                                 |
| 1871                                     | 1881                          | Jean Gineste            |           |                                 |
| 1881                                     | 1903                          | Etienne Combebiac       |           |                                 |
| 1903                                     | 1904                          | Bernard Padie           |           |                                 |
| 1904                                     | 1925                          | Paul Dagrand            |           |                                 |
| 1925                                     | 1937                          | Amédée Forest           |           |                                 |
| 1937                                     | 1942                          | Jules Combebiac         |           |                                 |
| 1942                                     | 1943                          | Jean Quebre             |           |                                 |
| 1943                                     | 1944                          | Paul Gineste            |           |                                 |
| 1944                                     | 1945                          | Jules Combebiac         |           |                                 |
| 1945                                     | 1947                          | Jean Quebre             |           |                                 |
| 1947                                     | 1971                          | Clément Quebre          |           |                                 |
| 1971                                     | 1977                          | Roger Castel            |           |                                 |
| 1977                                     | 1981                          | Bernard Taillefer       |           |                                 |
| 1981                                     | En cours (au 22 janvier 2022) | Francis Labruyère       | PRG       | Retraité enseignement supérieur |

## Démographie
Les habitants de la commune sont appelés les Villemadais.
L'évolution du nombre d'habitants est connue à travers les recensements de la population effectués dans la commune depuis 1793. Pour les communes de moins de 10 000 habitants, une enquête de recensement portant sur toute la population est réalisée tous les cinq ans, les populations de référence des années intermédiaires étant quant à elles estimées par interpolation ou extrapolation. Pour la commune, le premier recensement exhaustif entrant dans le cadre du nouveau dispositif a été réalisé en 2005.

En 2022, la commune comptait 824 habitants, en évolution de +12,41 % par rapport à 2016 (Tarn-et-Garonne : +3,12 %, France hors Mayotte : +2,11 %).
| 1793 | 1800 | 1806 | 1821 | 1831 | 1836 | 1841 | 1846 | 1851 |
| ---- | ---- | ---- | ---- | ---- | ---- | ---- | ---- | ---- |
| 549  | 539  | 491  | 568  | 574  | 610  | 597  | 588  | 554  |

| 1856 | 1861 | 1866 | 1872 | 1876 | 1881 | 1886 | 1891 | 1896 |
| ---- | ---- | ---- | ---- | ---- | ---- | ---- | ---- | ---- |
| 569  | 575  | 574  | 585  | 575  | 557  | 557  | 581  | 570  |

| 1901 | 1906 | 1911 | 1921 | 1926 | 1931 | 1936 | 1946 | 1954 |
| ---- | ---- | ---- | ---- | ---- | ---- | ---- | ---- | ---- |
| 544  | 504  | 511  | 458  | 469  | 588  | 503  | 456  | 467  |

| 1962 | 1968 | 1975 | 1982 | 1990 | 1999 | 2005 | 2006 | 2010 |
| ---- | ---- | ---- | ---- | ---- | ---- | ---- | ---- | ---- |
| 545  | 523  | 541  | 561  | 634  | 673  | 674  | 675  | 700  |

| 2015 | 2020 | 2022 | - | - | - | - | - | - |
| ---- | ---- | ---- | - | - | - | - | - | - |
| 734  | 796  | 824  | - | - | - | - | - | - |

## Culture locale et patrimoine

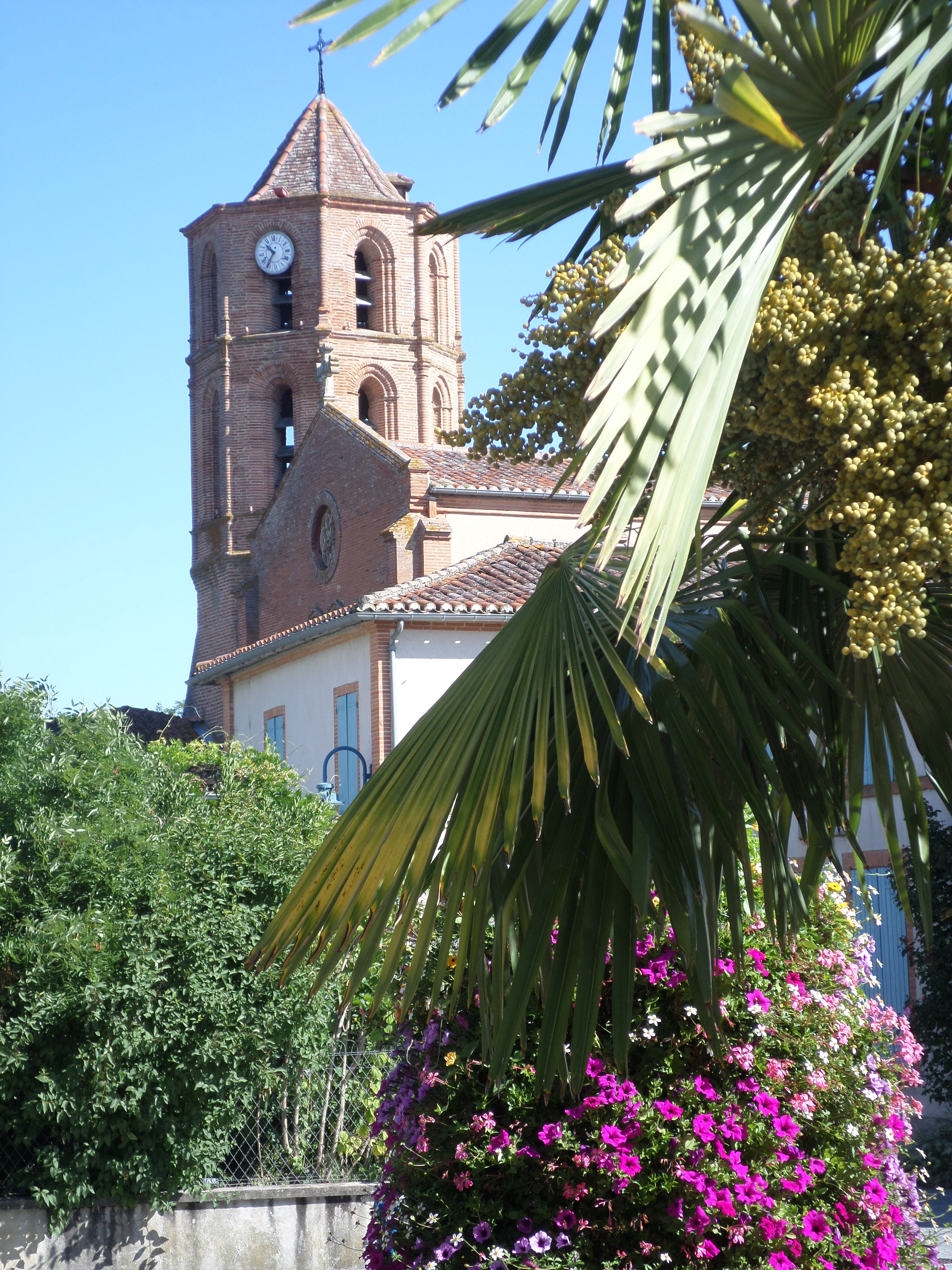
Clocher de l'église.

### Lieux et monuments
- Église Saints-Fabien-et-Sébastien de Villemade datant du XIIIe siècle. L'édifice a été inscrit au titre des monuments historiques en 1979[45].

## Pour approfondir